# 下村研一
下村 研一（しもむら けんいち、1962年 - ）は、日本の経済学者。神戸大学名誉教授。
主な研究領域はミクロ経済学、実験経済学。
現在の研究課題は完全競争市場と不完全競争市場の理論と実験。

## 略歴

### 学歴
- 学士（経済学、慶応義塾大学）
- Ph.D. （in Economics、ロチェスター大学）

### 職歴
- 平成05年09月　京都大学経済研究所専任講師（平成8年3月まで）
- 平成06年10月　 ブラウン大学経済学科客員研究員（平成7年7月まで）
- 平成08年04月　大阪大学大学院国際公共政策研究科助教授（平成16年9月まで）
- 平成10年01月　 カリフォルニア工科大学人文社会科学系客員研究員（同年12月まで）
- 平成16年10月　神戸大学経済経営研究所助教授
- 平成19年04月　神戸大学経済経営研究所准教授
- 平成19年10月　神戸大学経済経営研究所教授
- 平成22年04月　神戸大学経済経営研究所所長（平成24年3月まで）
- 令和 5年10月　 立命館アジア太平洋大学教授

### 活動
- 神戸大学経済経営研究所研究者紹介